# 弗里德里希·韦塞尔
弗里德里希·韦塞尔（德語：Friedrich Wessel，1945年4月29日—），西德男子击剑运动员。他曾获得1969年和1970年世界击剑锦标赛男子花剑个人冠军。他也参加了1968年和1972年夏季奥运会。